# Aspach (Alto Reno)
Aspach é uma comuna francesa na região administrativa de Grande Leste, no departamento Alto Reno. Estende-se por uma área de 4,2 km². Em 2010 a comuna tinha 1 144 habitantes (densidade: 272,4 hab./km²).